# 富山県立富山南高等学校
富山県立富山南高等学校（とやまけんりつ とやまみなみこうとうがっこう、英: Toyama Prefectural Toyama Minami High School）は、富山県富山市布市にある公立の高等学校。

## 設置学科
- 普通科（2年次から国際コースに分かれる）
  - 国際コース

## 概要
1974年（昭和49年）設立の比較的新しい学校で、また、県内では初めてデザイナーズ制服（現在とは異なる）を採用したことでも有名。
校訓は「自ら学び、想い、律する」。また、教育目標は「志高く豊かな実践力のある人間を育成する」。
スーパーイングリッシュランゲージハイスクール (SELHi) 指定だったこともあり、「国際社会で活躍する人材」に重点を置いる。しかし、入学者のほとんどが大学進学を志望するため、英語力だけではなく他教科もあわせた総合力に重点をおいている。
山本寛斎デザインの制服を採用し、特に女子に人気が高く、在学生の7割強は女子生徒である。校歌の作曲者は團伊玖磨。
アメリカ、ヨーロッパからの留学生を積極的に受け入れ、姉妹校であるアメリカグラドストーン校への短期/長期留学も行っている。
2年次より「国際コース」が設置される。（2003年 - 2005年度の3年間、文部科学省よりスーパーイングリッシュランゲージハイスクール指定を受けていた）

## 沿革
- 1974年（昭和49年）
  - 4月1日 - 富山県立富山南高等学校設立し、富山市立山室中学校内の一部を仮校舎として開校[1]。なお、これに先立った1期生の入学試験は富山県立富山中部高等学校で行われた。
  - 4月9日 - 富山市立山室中学校体育館にて第1回入学式を挙行。最初の入学生は全日制普通科5学級計225名。同時に校訓も制定する[1]。
  - 8月20日 - 第1期造成整地工事竣工。
- 1975年（昭和50年）
  - 3月31日 - 第2期造成整地工事竣工。
  - 4月4日 - 新校舎竣工（A棟・B棟西側）[1]。
  - 4月5日 - 富山市立山室中学校仮校舎から新校舎に移転[1]。
  - 12月10日 - 体育館竣工[1]。
- 1976年（昭和51年）
  - 6月15日 - 校旗樹立、校歌制定式挙行、創校記念日[1]。
  - 12月10日 - 校舎増築工事竣工（B棟普通教室）。
- 1977年（昭和52年）3月8日 - 第1回卒業式を挙行（卒業生225名）[1]。
- 1978年（昭和53年）
  - 3月1日 - 国旗掲揚塔竣工。
  - 6月12日 - 校舎増築工事竣工（C棟特別教室）。
  - 12月7日 - 校舎増築工事竣工（B棟普通教室）。
- 1980年（昭和55年）
  - 3月13日 - 校舎増築工事竣工（C棟普通教室）。
  - 10月31日 - 運動場拡張修復工事竣工。
- 1981年（昭和56年）
  - 3月10日 - 校門竣工。
  - 3月27日 - 第2体育館竣工。
- 1983年（昭和58年）3月31日 - コミュニティ広場竣工（南苑広場）。
- 1986年（昭和61年）1月16日 - 格技場竣工記念式挙行。
- 1988年（昭和63年）5月7日 - 運動場全面改修、国旗掲揚塔新設、テニスコート・ハンドボールコート新設、校舎敷地全面舗装・植栽整備等完成記念式挙行。
- 1989年（平成元年）11月1日 - 創校15周年を記念して女子制服改定[2]。
- 1991年（平成3年）
  - 3月 - 第1回生徒海外研修（アメリカ合衆国オレゴン州）[2]。
  - 5月10日 - セミナーハウス「南苑会館」落成式挙行。
- 1995年（平成7年）
  - 4月1日 - 国際コース設置[2]。
  - 9月27日 - 学習室の設置。
- 1996年（平成8年）3月22日 - トレーニングハウス竣工。
- 1999年（平成11年）3月29日 - 生徒通用門竣工。
- 2000年（平成12年）6月19日 - グラドストーン高校（アメリカオレゴン州）と姉妹校提携[2]。
- 2002年（平成14年）8月19日 - 創校30周年記念事業として全普通教室にエアコン設置。
- 2003年（平成15年）4月1日 - 文部科学省より「SELHi」（スーパー・イングリッシュ・ランゲージ・ ハイスクール）の指定校となる[2]（3年間）。
- 2004年（平成16年）3月5日 - 図書館改修工事竣工。
- 2009年（平成21年）
  - 2月27日 - 第1体育館耐震補強工事竣工。
  - 12月16日 - 第2体育館耐震補強工事竣工。
- 2011年（平成23年）
  - 7月2日 - グラウンド芝生化全面施工完成。
  - 12月31日、2012年1月2日 - サッカー部が第90回全国高等学校サッカー選手権大会に富山県代表として初出場[2]。
- 2013年（平成25年）
  - 1月16日 - 管理特別教室棟（A棟）耐震補強工事竣工。
  - 3月27日 - 特別教室棟（C棟）耐震補強工事竣工。
- 2014年（平成26年）
  - 2月27日 - 管理特別教室棟（A棟）外壁改修工事竣工。
  - 12月17日 - 普通教室棟（B棟）耐震補強工事竣工。
- 2015年（平成27年）4月28日 - 特別教室棟（C棟）及びB棟C棟間渡り廊下・機械室外壁改修工事竣工。
- 2016年（平成28年）3月3日 - 普通教室棟（B棟）及びA棟B棟間渡り廊下外壁改修工事竣工。
- 2022年（令和4年）10月 - 吹奏楽部が第22回東日本学校吹奏楽大会にて高等学校部門金賞を受賞[2]。
- 2023年（令和5年）4月 - 生徒用個人ロッカーを設置[2]。

## 部活動
- 運動部 - 陸上競技、野球、サッカー、バレーボール（男・女）、バスケットボール（男・女）、バドミントン（男・女）、テニス（男・女）、剣道
- 文化部 - 吹奏楽、文芸、放送、美術、ESS、書道、写真、茶道
- 同好会 - 調理

## 校歌
作詞：大島文雄、作曲：團伊玖磨

## 校訓
- 自から学び思い律する[1]

上記校訓は、以下のような人間形成を願い表現したものである。
- 学ぶ - 生涯にわたって真理の探究を目指す
- 思う - 様々なことを思椎する
- 律する - 自身を統制し主体的に生きる

## 著名な出身者
- 細田守（アニメ監督）
- 瀬尾智美（女優、声優）
- CHOCO（漫画家、キャラクター・メカニックデザイナー）
- 高崎勉（写真家）
- 天津いちは（モデル）
- 林藍菜（フリーアナウンサー）

## アクセス
- 富山地方鉄道上滝線小杉駅・布市駅からそれぞれ徒歩約5分。
- 富山地方鉄道バス「布市」停留所 徒歩約6分。